# اسکار وی گرینبرگ
اسکار وی گرینبرگ (انگلیسی: Oscar Wallace Greenberg؛ زاده ۱۹۳۲) یک فیزیک‌دان، استاد دانشگاه و افسر اهل ایالات متحده آمریکا است.